# Arevik Martirosyan
 (octobre 2019).
Si vous disposez d'ouvrages ou d'articles de référence ou si vous connaissez des sites web de qualité traitant du thème abordé ici, merci de compléter l'article en donnant les références utiles à sa vérifiabilité et en les liant à la section « Notes et références ».
Arévhat Martirosyan dite Arévik Martirosyan ou Martirossian (en arménien Արևհատ Նորայրի Մարտիրոսյան) est une actrice française d’origine arménienne, née le 2 mars 1982 à Erevan en Arménie.

## Biographie
Son père, Noraïr Martirosyan, est le fondateur de la Rédaction sportive à la télévision arménienne, sa mère est professeur d’anglais. Ses deux frères ainés travaillent également dans le monde de l'audiovisuel[réf. nécessaire].
Depuis l'âge de 9 ans Arévik côtoie la scène en tant qu'élève à l'Ecole Nationale de Danse d'Arménie (hy)[réf. souhaitée].
Installée en France, elle suit les cours d'art dramatique de Danièle Ajoret au Conservatoire Erik Satie. Elle en sort avec la mention Excellent[réf. souhaitée]. Puis elle intègre La Compagnie Théâtrale Francophone sous la direction de Damiane Goudet avec laquelle elle interprète plusieurs rôles importants : Violaine de Claudel, Médée de Corneille, Léna de Büchner...
Elle fait des apparitions à la télé française et arménienne dans les programmes comiques de Pascal Légitimus et Hayko Mko (en) en Arménie[réf. souhaitée].
Elle rencontre le peintre Jean Jansem, avec qui elle noue des liens amicaux et devient son modèle.
En 2012 elle rencontre Fatih Akın avec qui elle tourne dans The Cut aux côtés de Tahar Rahim, le film sur le génocide arménien. The Cut sera présenté en sélection officielle au 71ème Festival de Venise.
En 2018 Arévik était la présentatrice officielle de la Cérémonie d’ouverture du XVIIe Sommet de la Francophonie en Arménie.
Aujourd'hui Arévik Martirosyan poursuit sa carrière entre Paris, Erevan et Moscou[réf. nécessaire].

## Filmographie

### Cinéma
- 2003 : Le Furet de J.-P. Mocky : Policière
- 2004 : Mariage Arménien de Radion Nakhapetov : La mère
- 2006 : Quand j'étais chanteur de Xavier Giannoli : La secrétaire
- 2009 : Tête de turque de Pascale Elbé : La mère jeune
- 2010 : The Sunrise over Lake Van de Artak Igityan : Mané[3]
- 2013 : The Cut de Fatih Akin : Ani[4]
- 2015 : The Earthquake de Sarik Andreassian : Marina[5]
- 2022 : Quand viendra samedi de Arévik Martirossian : Elle

### Télévision
- 2005 : L'Homme qui voulait passer à la télé de Pascal Légitimus : Soraya
- 2010 : Kargin Serial de Hayko Mko (en) : Kariné

## Théâtre
- 1999 : L'Annonce faite à Marie de P. Claudel, m.en s. de D. Goudet : Violaine[6],[7]
- 2000 : Léonce et Léna de Georg Büchner, m.en s. D. Goudet: Léna
- 2001 : Médée de P. Corneille, m.en s. de D. Goudet :  Médée[8]
- 2004 : 25 Siècles de poésie chinoise, MCM, m.en s. Ch. Guichet
- 2006 : Aztèques de M. Azama, m.en s. Q. Defalt, Théâtre 13
- 2007 : Poésie arménienne, L'Année de l'Arménie, Musée La Fontaine
- 2009 : Les Fables de la Fontaine, Musée La Fontaine
- 2011 : Lecture Musicale avec Daniel Mesguich, Théâtre La Criée, La Bellevilloise
- 2012 : Faisons un Rêve de Sacha Guitry, G. Papasian, Th. Tabard
- 2013 : Femmes, Passion, Pouvoir de N. Warasteh et A. Martirosyan, Th. Tabard
- 2018 : Le Bourgeois gentilhomme, m.en s. Ph. Cieutat, Erevan, Cérémonie d’ouverture du XVIIe Sommet de la Francophonie en Arménie
- 2018 : La Dame de la mer, Henrik Ibsen, m.en s. B. Starck : Ellida
- 2019 : Le Wonder Circus, café-théâtre, m.en s. N. Warasteh